# Manual of the Southeastern Flora
Manual of the Southeastern Flora (abreviado Man. S.E. Fl.) es un libro con ilustraciones y descripciones botánicas escrito por el botánico y taxónomo estadounidense, John Kunkel Small. Fue publicado en el año 1933, con el nombre de Manual of the Southeastern Flora. Being Descriptions of the Seed Plants Growing Naturally in Florida, Alabama, Mississippi, Eastern Louisiana, Tennessee, North Carolina, South Carolina and Georgia (Nueva York).